# Porphyrinia lenis
Porphyrinia lenis là một loài bướm đêm trong họ Noctuidae.